# Selma Mahlknecht
Selma Mahlknecht (* 21. März 1979 in Meran) ist eine aus dem Südtirol stammende deutschsprachige Schriftstellerin, Dramaturgin, Drehbuchautorin, Regisseurin, Liedermacherin und Webvideoproduzentin.

## Leben
Selma Mahlknecht wuchs in Plaus im Vinschgau auf. Sie besuchte die Mittelschule in Naturns sowie das Humanistische Gymnasium in Meran. Anschließend absolvierte sie den Studiengang „Dramaturgie und Drehbuch“ an der Universität für Musik und darstellende Kunst in Wien.
Mahlknecht lebt in Zernez in der Schweiz. Neben Deutsch und Italienisch spricht sie auch Rätoromanisch.
Sie ist mit dem italienischen Historiker Kurt Gritsch verheiratet. Das Ehepaar tritt auch im deutschsprachigen Raum gemeinsam als Kabarett- und Gesangsduo auf.

## Werk
Im Jahr 2003 veröffentlichte Mahlknecht ihren ersten Erzählband Ausgebrochen, 2004 folgte die Uraufführung ihres ersten Theaterstückes Ex durch die Vereinigten Bühnen Bozen. 2007 kam der Film Facetten in die Kinos, für den sie gemeinsam mit Erik Etschel und Stefan Hafner das Drehbuch geschrieben hatte. Im März 2009 veröffentlichte Mahlknecht ihren ersten Roman mit dem Titel Es ist nichts geschehen, der auch in schwedischer Sprache übersetzt wurde. Ab 2009 engagierte sich Mahlknecht zudem für verschiedene Südtiroler Volksbühnen und schrieb und inszenierte zahlreiche Theaterstücke, einige davon im Südtiroler Dialekt. 
2010 folgte der historische Roman Helena, welcher mit dem Sir-Walter-Scott-Preis für den besten deutschsprachigen historischen Roman ausgezeichnet wurde. Das 2010 uraufgeführte Theaterstück XUNTHAIT wurde 2011 auch von der RAI Südtirol als Hörspiel produziert und ausgestrahlt.
Seit 2012 schreibt Mahlknecht regelmäßig für die Print-Ausgabe der Südtiroler Wirtschaftszeitung, seit 2014 für das Online-Magazin Telepolis, seit 2017 für das Online-Portal barfuss.it und seit 2019 für die Frankfurter Allgemeine Zeitung.
Seit Juli 2018 betreibt sie den YouTube-Kanal Selmas Poesiealbum, auf dem sie hauptsächlich Interpretationen von Gedichten veröffentlicht. Stand November 2024 sind mehr als 200 dieser Videos verfügbar.
Anlässlich der 800-Jahr-Feier der österreichischen Gemeinde Serfaus verfasste Mahlknecht das Theaterstück Serfauser Erbe, welches im September 2020 von Serfauser Bürgern aufgeführt wurde.
2022 verfasste Mahlknecht mit Üna sbrinzla da spranza per S-chus-ch (deutsche Übersetzung: „Ein Funke Hoffnung für S-chus-ch“) ihr erstes Theaterstück in Rätoromanischer Sprache. Das Stück wurde mit dem mit 15.000 Schweizer Franken dotierten Preis Premi Travers 2022 ausgezeichnet und 2023 im Theater Travers in Zuoz uraufgeführt.

### Themen Tourismus und Klimawandel
Mahlknecht schreibt seit 2019 regelmäßig für das Resort „Reisen“ der Frankfurter Allgemeinen Zeitung und beschäftigte sich in mehreren Werken mit den Auswirkungen des Tourismus und des Klimawandels, insbesondere auf die Alpenregion zwischen Italien, Österreich und der Schweiz. So soll beispielsweise im Theaterstück Ein See für St. Prokulus das Dorf Froschbach geflutet werden, damit die Nachbargemeinde St. Prokulus endlich einen See vorweisen und so das „durchgestylte Touristenparadies“ vervollkommnet werden kann.

Im Mai 2021 erschien der Essayband Berg and Breakfast. Ein Panorama der touristischen Sehnsüchte und Ernüchterungen, in dem Mahlknecht in fünf Kapiteln die historische Entwicklung des Reisens, ihre persönlichen Erfahrungen während ihrer Kindheit in Südtirol und generelle Gedanken zum Thema Tourismus (und insbesondere zum Overtourism) zusammenfasst.
Ich habe versucht, einen pragmatischen Zugang zu bewahren. Die Emotionen schlagen in beide Richtungen sehr stark aus: ob Verteufelung des Tourismus als Zerstörer von Kultur und Landschaft oder Glorifizierung als alternativloses Allheilmittel für Wirtschaft und Wohlstand. Deswegen habe ich das Wort „Ernüchterungen“ als Titel gewählt. Weil sich eine nüchterne Betrachtung weder vom einen noch vom anderen einlullen lässt. Für mich war eher die Frage interessant: Wie lässt sich Tourismus in einer Art und Weise gestalten, dass er für alle Beteiligten passt?
Die Kapitel enden jeweils mit einem kurzen Interview mit einer Expertin oder einem Experten. Das Buch wurde im September 2021 mit dem Premio Mario Rigoni Stern ausgezeichnet, die zweite Auflage erschien wenige Monate nach der Erstveröffentlichung. Im Juli 2024 folgte einer Übersetzung in italienischer Sprache unter dem Titel All intrusive.
Im 2023 uraufgeführten Theaterstück Üna sbrinzla da spranza per S-chus-ch befasst sich Mahlknecht mit den Folgen des Klimawandels. Das Stück spielt im fiktiven Dorf S-chus-ch im schweizerischen Kanton Graubünden, das von Armut und Abwanderung geprägt ist. Die Investitionen eines anonymen Milliardärs werden zunächst freudig begrüßt, bis sich herausstellt, dass dieser schrittweise das ganze Dorf unter seine Kontrolle bringen will um es in einen privaten Schutzbunker gegen die Folgen des Klimawandels, gegen Kriege und soziale Krisen verwandeln zu können.
Die aus Theaterfachleuten bestehende Jury hob laut Medienangaben hervor, dass Mahlknechts Stückentwurf „hochaktuelle globale Fragen, die gleichzeitig aber auch von spezifischer Bedeutung für das Romanische und das Berggebiet sind“, mittels Satire reflektiere. Besonders gelobt worden seien zudem auch „biblische und dürrenmatt‘sche Anspielungen“ sowie die Dramaturgie und die prägnanten Dialoge des Werks.

### Thema Weihnachten
Mahlknecht und ihr Ehemann Kurt Gritsch treten bereits seit 2008 jedes Jahr zur Weihnachtszeit im deutschsprachigen Raum mit einem eigenen Bühnenprogramm auf. Das Programm umfasst unter anderem Kurzgeschichten mit wiederkehrenden Charakteren, Gedichte und Gesangseinlagen. Gritsch begleitet dabei meist auf der Gitarre.
Zudem hat Mahlknecht mehrere Bücher rund um das Thema Weihnachtszeit veröffentlicht, darunter Auf der Lebkuchenstraße, Das Weihnachtskänguru und Ein Advent auf Island.

## Rezeption
Ähnlich wie Selma Mahlknechts vorangegangener Roman „Es ist nichts geschehen“ ist auch dieses Werk in relativ knappe Kapitel eingeteilt, jedes Kapitel scheint vor allem der fünften Regel zu entsprechen, die Horacio Quiroga im Dekalog für den perfekten Kurzgeschichtenautor aufgestellt hat: „Beginne nicht zu schreiben, ohne vom ersten Wort an zu wissen, wohin du willst.“ Die Erzählung weiß also präzise, wo sie hin will, die Sprache dazu ist schön und dennoch klar wie die griechische See, Umweltschäden nicht mit eingerechnet. Dieses Phänomen der mahlknecht'schen Sprache sorgt dafür, dass das Buch eine unheimliche Kurzweiligkeit ausstrahlt, auch für Menschen, die grundsätzlich nicht auf klassische Stoffe fliegen. Wenn Wikipedia also in seinem als „exzellent“ ausgezeichneten Artikel über Homers „Odyssee“ dessen literarische Bearbeitungen mit Vergils „Aeneis“, dem arabischen Märchen „Sindbad der Seefahrer“, Goethes „Faust“, Jule Vernes „Kapitän Nemo“, James Joyces „Ulysses“ und Wolfgang Borcherts „Draußen vor der Tür“ angibt, so ist der Eintrag umgehend um Selma Mahlknechts „Helena“ zu erweitern.
„Das sozialkritische Dialektstück „Ein See für St. Prokulus“ aus der Feder der Autorin und Theatermacherin Selma Mahlknecht karikiert mit feiner Klinge den Massentourismus unserer Zeit auf witzige, bissige und freche Art. Die Komödie wirft die Frage auf, wie eine für Einheimische und Gäste tragfähige Zukunft gestalten werden kann. Selma Mahlknecht hat mit ihren Theaterstücken schon mehrfach bewiesen, dass sie keine Angst vor aktuellen heißen Eisen hat. Mit scharfem Blick analysiert sie Themen, die alle berühren.“
„Pointierte Denkanstöße mit Herz und Verstand: Selma Mahlknechts Betrachtung des Tourismus gehört auf den Nachttisch und in den Rucksack.“ Kai Uwe Digel, Süddeutsche Zeitung, zu Berg & Breakfast

## Theaterstücke
- 2004: Ex. Vereinigte Bühnen Bozen und Theater in der Altstadt Meran (Stück, Regie)
- 2008: Othello 08 (Neuinszenierung). Stadttheater Bruneck (Regie)
- 2009: Mein Tirol. Volksbühne Naturns (Stück, Regie)[20]
- 2010: XUNTHAIT!. Theatergruppe Kortsch (Stück, Regie)[21]
  - 2011: XUNTHAIT! (Hörspiel). Produziert und ausgestrahlt von der RAI Südtirol
- 2011: Korea – der Weg in dir. Volksbühne Naturns (Stück, Regie)[22]
- 2012: Die Glückskekse. Volksbühne Naturns (Stück, Regie)[23]
- 2012: Der alte Affe Liebe. Einakter. Theater Burgeis (Stück)[24]
- 2013: Die Prinzessin in der Krise. Volksbühne Naturns (Stück, Regie)[25]
- 2014: Unser schrecklich schöner Krieg. Volksbühne Naturns (Stück, Regie)
- 2017: Freiheit für Sara. Academia Engiadina (Stück, Regie)[26]
- 2018: Gruß und Kuss vom Pluralus. Volksbühne Naturns (Stück, Regie)[27]
- 2019: Ein See für St. Prokulus. Volksbühne Naturns (Stück, Regie)[13]
- 2020: Serfauser Erbe. Jubiläumsstück für das Theater Serfaus (Stück, Regie)[28]
- 2022: Gittis Faust. Volksbühne Naturns (Stück, Regie)[29]
- 2022: Die Perle Anna. Komödie von Marc Camoletti. Dramatischer Verein St. Moritz. (Dramaturgie und Regie)
- 2023: Üna sbrinzla da spranza per S-chus-ch. Grotesca otalpina. teater travers Zuoz und weitere. (Stück)
- 2024: Der Alpenkönig und der Menschenfeind, nach Ferdinand Raimund. Dramatischer Verein St. Moritz. (Bearbeitung, Regie)[30]

## Auszeichnungen
- 1998: 1. Platz beim Südtiroler Sparkassenwettbewerb in den Kategorien „Prosa“ und „Drama“[31]
- 2001: Förderstipendium der österreichischen Verwertungsgesellschaft Literar-Mechana[31]
- 2008: Gewinnerin des Ötztaler Literaturpreises[31]
- 2008: Ernennung zur Kitzbüheler Stadtschreiberin[32]
- 2009: Arbeitsstipendium des österreichischen Bundesministeriums für Unterricht, Kunst und Kultur[31]
- 2012: Sir-Walter-Scott-Preis für den Roman Helena[5]
- 2016: Stipendium des internationalen Theaterfestivals „Luaga und Losna“[31]
- 2020: Ernennung zur Serfauser Stadtschreiberin
- 2021: Auszeichnung von Berg & Breakfast mit dem Premio Mario Rigoni Stern
- 2022: Premi Travers 2022 für das Theaterstück Üna sbrinzla da spranza per S-chus-ch